# 青森市警察
青森市警察（あおもりしけいさつ）は、かつて存在した青森県青森市の自治体警察。

## 概要
旧警察法の施行で、従来の青森県警察部が解体され、1948年（昭和23年）3月7日に青森市警察署が設置された。
1949年（昭和24年）11月に青森市警察本部と改称した。その後、1954年（昭和29年）に旧警察法が全面改正される形で新警察法が公布された。これにより国家地方警察と自治体警察が廃止され、新たに都道府県警察として青森県警察が発足。青森市警察も青森県警察に統合され、姿を消した。

## 組織
1952年（昭和27年）時点
- 警務課
- 会計課
- 刑事課
- 経済保安課
- 鑑識課
- 警備課
- 警ら交通課

## 警察署
1952年（昭和27年）時点
- 青森警察署
- 水上警察署